# لوک گوتریج
لوک گوتریج (انگلیسی: Luke Guttridge؛ زادهٔ ۲۷ مارس ۱۹۸۲) بازیکن فوتبال اهل بریتانیا است.
از باشگاه‌هایی که در آن بازی کرده‌است می‌توان به باشگاه فوتبال کمبریج یونایتد، باشگاه فوتبال کولچستر یونایتد، باشگاه فوتبال لوتون تاون، باشگاه فوتبال تورکی یونایتد، باشگاه فوتبال ساوتند یونایتد، باشگاه فوتبال آلدرشات تاون، باشگاه فوتبال داگنم و ردبریج، باشگاه فوتبال نورث‌همپتون تاون، و باشگاه فوتبال لیتون اورینت اشاره کرد.